# Kim Possible: En Djævelsk Plan
Kim Possible: En Djævelsk Plan er en tegnefilm i spillefilmslængde, og var oprindeligt ment til at være slutningen på tv-serien Kim Possible.